# Harpe électrique

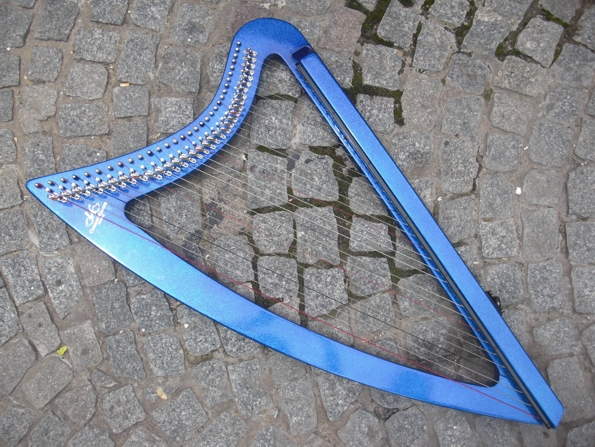
Une harpe électrique Camac

La harpe électrique est un instrument basé sur la harpe acoustique. Les harpes électriques présentent un corps plein (''solid body'') et n'ont pas de caisse de résonance ni de table d'harmonie ; elles ne peuvent donc pas être jouées sans amplification. Par opposition, les harpes électro-acoustiques et électriques-acoustiques ont une structure similaire aux harpes acoustiques (à corps creux ou ''hollow body'') comprenant une caisse de résonance, et peuvent être jouées avec ou sans amplification.
Nota : à ne pas confondre avec la harpe électrique en apiculture contre les frelons asiatiques (www.harpelec.fr)

## Premiers modèles
Alan Stivell raconte dans son livre Telenn, la harpe bretonne ses premiers rêves de harpes électriques, au tournant des années 1950-60. Après plusieurs expérimentations avec des harpes électro-acoustiques, il a conçu et fabriqué une harpe électrique ''solid body'' à la fin des années 1970.
Au début des années 1980, il rencontre Joël Garnier, facteur de harpes et cofondateur de l'entreprise Camac, qui décide de créer et commercialiser un modèle de harpe électrique. Camac met sur le marché le premier modèle de harpe véritablement électrique (''solid body''), l'Electroharp, en 1984. Ce modèle est présenté au Festival d’Edinburgh puis au Congrès Mondial de la Harpe d’Israël (Tel Aviv) la même année. Il s’agit d’une harpe à leviers de la taille d'une harpe celtique, avec des capteurs piézoélectriques placés à la base de chaque corde. On peut entendre le premier enregistrement de cette harpe électrique sur l'album Harpes du Nouvel Âge (1985) d'Alan Stivell.
A la même époque, le harpiste et musicien expérimental allemand Rüdiger Oppermann développe pour son propre usage une harpe électrique portable à cordes métalliques, équipée de capteurs électro-magnétiques et munie d’un bender par corde, se rapprochant au plus près de la guitare électrique.
De son côté, la harpiste américaine Zeena Parkins crée au milieu des années 1980, en collaboration avec le luthier Ken Parker, sa propre petite harpe électrique de 19 cordes, sans leviers, équipée de micros magnétiques et d’une barre de vibratos, qu'il est possible d'entendre sur son album Something Out There sorti en 1987.
Par ailleurs, Alan Stivell a continué indépendamment à concevoir et à faire réaliser différents modèles uniques de harpes électriques avec le luthier Leo Goas-Straajer, qui ne seront pas commercialisés.
Au début des années 1990, Camac fabrique, en collaboration avec la harpiste jazz-pop Deborah Henson-Conant et des fabricants de vélos de course, une harpe électrique en fibre de carbone particulièrement légère et dotée d'un harnais, avec laquelle le harpiste peut se déplacer sur scène. Commercialisée sous le nom de Baby Blue puis DHC Blue Light, cette harpe a la taille d'une harpe celtique au cadre extrêmement fin et possède 32 ou 36 cordes.

## Fonctionnement
La harpe électrique est une harpe sans caisse de résonance ni table d’harmonie, équipée d’un microphone piézoélectrique à la base de chaque corde et d'au moins une prise jack femelle permettant son branchement. Les registres grave et aigu sont fréquemment séparés par une sortie mono/stéréo (un interrupteur situé au-dessus de la prise jack permet alors de passer d’un mode à l’autre). Les harpes électriques peuvent être branchées sur divers systèmes d’amplification et les harpistes peuvent utiliser des pédales d’effets de la même manière que les guitaristes électriques.
Les harpes électriques sont généralement de petites harpes à leviers de 24 à 36 cordes. Plusieurs fabricants proposent aujourd'hui à la vente des harpes de ce type : Camac (modèles DHC 32, DHC 36, EC Llanera 35, Electro Llanera 37, Electro Paraguayenne), Lyon & Healy (modèle Silhouette), Salvi (modèles Delta C et Delta), David Kortier (modèle Kortier 24, 31 et 36), Harp-E (harpe à 19 cordes), Cassista (nombreux modèles de 26 à 40 cordes, certains à la structure transparente), NEVELTEC (harpe à 34 cordes ultra légère), Tremer Harfen (modèle Electric Luna à 34 cordes).
Quelques harpes à pédales électriques à corps solide existent également, ainsi que des prototypes de harpe à pédales MIDI (harpe électronique reliée à un système d'analyse de fréquence et conversion en données informatiques),. Cependant, le coût d’une harpe à pédales étant très élevé, les harpistes ont tendance à leur préferer les harpes à pédales électriques-acoustiques ou électro-acoustiques, qui offrent en champ plus large, pouvant être jouées avec ou sans amplification.

## Harpes électriques-acoustiques et électro-acoustiques
Parmi les harpes amplifiées possédant une caisse de résonance (''hollow body''), on distingue les harpes ''électriques-acoustiques'' et ''électro-acoustiques'' (ou ''électroacoustiques'').
Une harpe électro-acoustique est une harpe acoustique ordinaire, qu'elle soit celtique ou à pédales, qui est amplifiée grâce à des capteurs externes : des micros installés de manière permanente ou amovible sur la table d'harmonie ou à l'intérieur de la caisse de résonance la plupart du temps, qui sont reliés à un système d’amplification, une table de mixage ou un boitier de contrôle.
Par opposition, la harpe électrique-acoustique possède des capteurs (micros piézoélectriques) installés à la base de chaque corde dans une barre en bois, comme pour les harpes électriques, amplifiant ainsi directement le son de chacune des cordes. Ces harpes incluent souvent un préamplificateur intégré. Certaines harpes électriques-acoustiques contiennent également un microphone séparé à l'intérieur de la caisse de résonance, permettant au harpiste de mélanger les signaux des deux types de micros. Différents modèles à pédales ou à leviers existent aujourd’hui : La Blue (Camac), les Rainbow, Echo et Egan (Salvi), le Style 2000 Electroacoustic (Lyon & Healy) par exemple.
Le terme « électroacoustique » est cependant souvent employé par abus de langage pour désigner une harpe électrique-acoustique.

## Le Gravikord
À la fin du XXe siècle, le facteur d'instruments et musicien américain Robert Grawi a créé une harplûte électrique inspirée de la harpe kora d'Afrique de l'Ouest, bien qu'accordée différemment. Baptisé le gravikord, c'est un instrument léger et ergonomique principalement constitué de tubes en acier inoxydable. Il possède 24 cordes réparties en deux rangs sur un chevalet en forme de "V" comprenant un capteur piézo-électrique intégré.

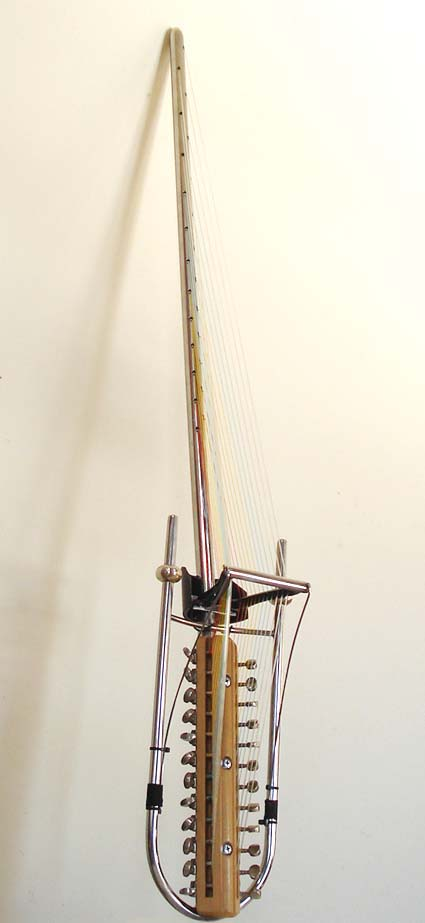
Série Signature Gravikord

## Interprètes
- Athy (harpiste), Atilio Adrían Matteucci, harpiste électrique argentin.
- Deborah Henson-Conant, harpiste de jazz, blues et pop américaine[13].
- Camille et Kennerly Kitt, ''The Harp Twins''.
- Rüdiger Oppermann, harpiste allemand qui fabrique ses propres harpes électriques.
- Zeena Parkins, harpiste avant-gardiste et expérimentale américaine qui a joué sur plusieurs albums et tournées de Björk.
- Alan Stivell, harpiste français de musique celtique.
- Andreas Vollenweider, harpiste suisse de New Age et pop.